# Guinevere Planitia
Guinevere Planitia est une immense plaine de lave située sur la planète Vénus par 21,9° N et 325° E, au sud d'Ishtar Terra et à l'est de Beta Regio.

## Géographie et géologie
Tout en longueur, elle s'étire sur plus de 7 500 km au sud de Sedna Planitia et de Bereghinya Planitia, dont elle est séparée par les volcans d'Eistla Regio, depuis le sud de Libuše Planitia en direction du sud-est vers Alpha Regio, qu'elle n'atteint cependant pas — elle s'arrête au niveau de Heng-o Corona.
Datée de quelques centaines de millions d'années, Guinevere Planitia a donné son nom — le Guinevérien — à une époque géologique de la stratigraphie vénusienne,.